# Attelabus variolosus
Attelabus variolosus es una especie de coleóptero de la familia Attelabidae.

## Distribución geográfica
Habita en Argelia, Marruecos y España.